# Élections fédérales australiennes de 1996
Des élections fédérales se tiennent le 2 mars 1996 en Australie afin d'élire les 148 sièges de la Chambre des représentants et 40 des 76 sièges du Sénat. Ces élections initient la 38e législature du Parlement d'Australie.
Le scrutin marque la fin de 13 années d'hégémonie du Parti travailliste du fait de l'écrasante victoire de la Coalition. L'ancien ministre des Finances John Howard est désigné à 57 ans Premier ministre après avoir donné au centre droit son meilleur résultat électoral depuis 1977. Après cinq années au pouvoir, Paul Keating obtient le plus mauvais score des travaillistes depuis 60 ans. Son vice-Premier ministre Kim Beazley lui succède alors à la tête du Labor et devient le nouveau chef de l'Opposition.

## Contexte
Lors des élections fédérales du 13 mars 1993, le Parti travailliste australien (Labor), alors au pouvoir depuis dix ans, parvient contre toute attente à s'y maintenir. Sous la conduite du Premier ministre Paul Keating, en fonction depuis 1991 et peu populaire, le Labor renforce sa majorité avec 80 députés sur 147, totalisant 44,9 % des premiers votes et 51,4 % des préférences finales. La Coalition, emmenée par le chef de l'Opposition et représentant de la circonscription de Wentworth John Hewson est donc nettement défaite, comptant désormais 65 élus à la Chambre, soit quatre de moins, 44,3 % des premières voix et 48,6 % des votes de préférence.
Tandis que Keating est appelé par le gouverneur général Bill Hayden à former le 60e gouvernement australien, Hewson convoque une élection pour la direction du Parti libéral d'Australie (Libs). Il s'impose avec facilité sur l'ancien chef du parti John Howard, totalisant 60,2 % des suffrages, contre 38 % à Howard.
À peine neuf mois après les élections fédérales se tiennent les élections à la Chambre de l'Assemblée de l'Australie-Méridionale. Au gouvernement depuis 1982, le Parti travailliste est éjecté du pouvoir par le Parti libéral, qui remporte une solide majorité de 37 députés sur 47.
Le 23 mai 1994, les libéraux sont invités à changer de dirigeant. Hewson est cette fois-ci défait : le représentant de la circonscription de Mayo Alexander Downer l'emporte avec 54,4 % des suffrages. Downer se maintient à la tête du parti pendant moins d'un an et le 30 mars 1995, le représentant de la circonscription de Bennelong et ancien ministre des Finances John Howard prend pour la seconde fois la tête du Parti libéral après une victoire sans opposant.
Après avoir perdu le 18 février 1995 la direction du gouvernement du Territoire de la capitale australienne (ACT), le Parti travailliste renverse la majorité libérale en Nouvelle-Galles-du-Sud le 25 mars, obtenant l'exacte majorité absolue à l'Assemblée législative de l'État. Le 15 juillet, le Labor sauve d'extrême justesse le gouvernement du Queensland en obtenant 45 sièges sur 89.
Sur les huit élections partielles organisés au cours de la 37e législature fédérale, seule le scrutin de la circonscription de Canberra le 25 mars 1995 conduit à une alternance. Représentant de ce territoire depuis 15 ans, Ros Kelly démissionne en conséquence d'une affaire politico-financière liée à sa gestion comme ministre des Sports. Le libéral Brendan Smyth sort en tête des premières voix, puis l'emporte avec 56,6 % des préférences grâce à une progression de plus de 16 points.

## Mode de scrutin

### Chambre des représentants

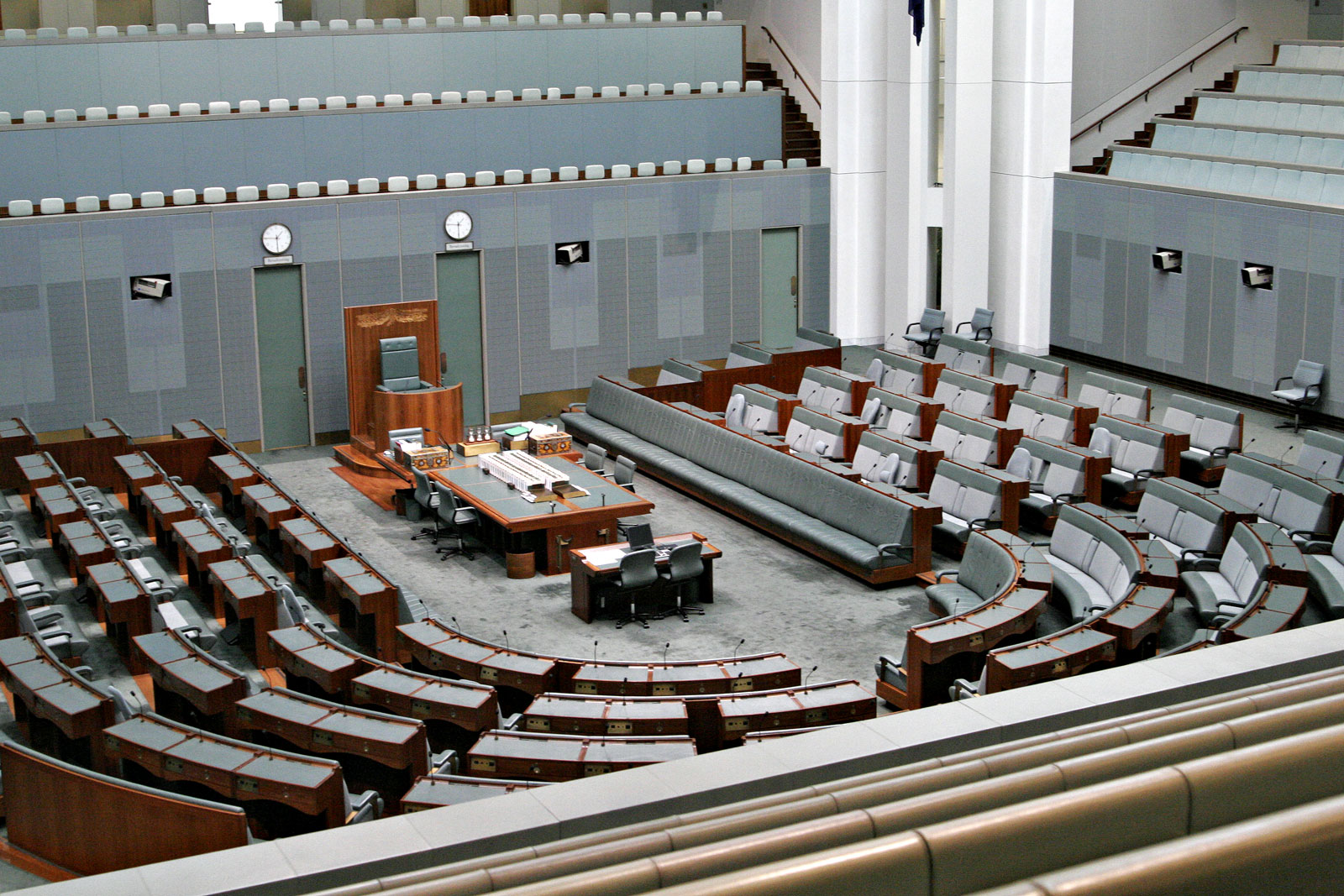
L'hémicycle de la Chambre des représentants.

La Chambre des représentants (en anglais : House of Representatives) est composée de 148 représentants (Members of Parliament ou MPs) élus pour trois ans au scrutin uninominal majoritaire à un tour selon le système du vote alternatif.
Le jour du scrutin, chaque électeur exprime dans sa circonscription un ordre de préférence parmi les candidats qui se présentent. Il doit attribuer un classement à chacun d'entre eux, sous peine de nullité.
Lors du dépouillement, les premières préférences sont comptées. Si un postulant remporte la majorité absolue, il est proclamé élu. Dans le cas contraire, le candidat ayant reçu le plus faible nombre de suffrages est éliminé et les deuxièmes préférences sont de nouveau répartis. La procédure recommence jusqu'à ce qu'un candidat obtienne la moitié des voix, plus une. Ce système, institué en 1918, évitait que la concurrence entre partis de centre droit ne facilite l'élection de candidats de gauche. Il engendre l'émergence d'un fort bipartisme : en 1993, seuls deux sièges à la Chambre échappe au Parti travailliste et à la Coalition.

### Sénat

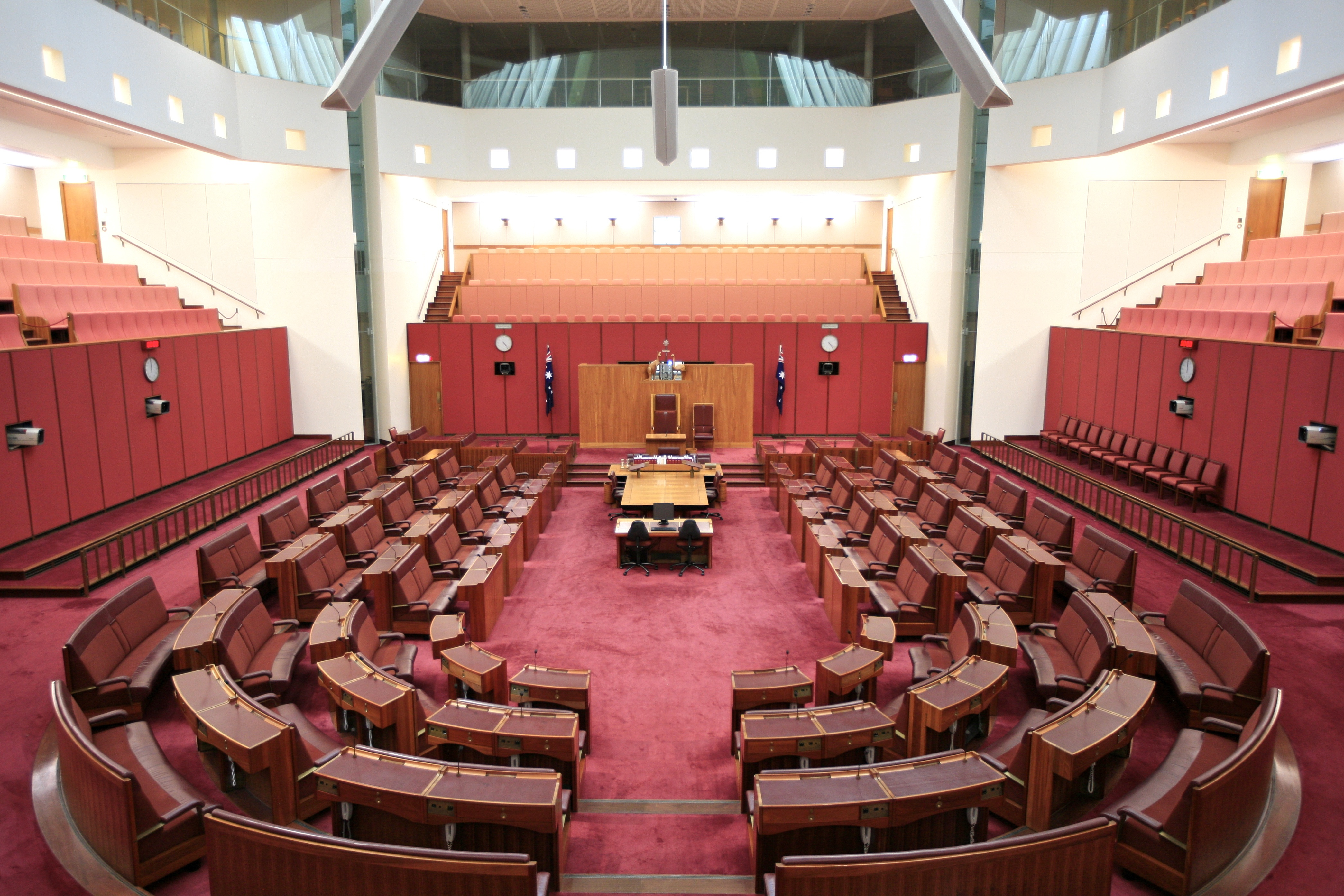
L'hémicycle du Sénat.

La Sénat (Senate) est composé de 76 sénateurs (Senators) élus au scrutin à vote unique transférable. 72 sénateurs sont élus pour six ans, renouvelables par moitié, à raison de 12 par État. Quatre sont élus pour trois ans, renouvelés intégralement en même temps que la Chambre des représentants, à raison de deux par territoire.
Le jour du scrutin, chaque électeur exprime dans sa circonscription un ordre de préférence parmi les candidats qui se présentent. Les partis ont la possibilité d'instaurer des « group voting tickets » : ils déterminent à l'avance la répartition des préférences en cas d'échec ou victoire d'un candidat.
Lors du dépouillement, le nombre de suffrages exprimés est divisé par le nombre de sièges à pouvoir (six dans chaque État, deux dans chaque territoire), ce qui donne le quotient électoral, soit le nombre minimum de voix nécessaire pour être élu.
Les premières préférences sont ensuite comptées. Si un candidat est élu, son surplus de votes (la différence entre le quota et son nombre de suffrages reçus) est attribuée au candidat ayant reçu le plus grand nombre de préférences à suivre. Si celui-ci est à son tour élu, son surplus est également redistribué. Si à un quelconque moment, aucun candidat n'est élu alors que des sièges restent à pourvoir, le candidat arrivé en dernier des premières préférences est éliminé et ses deuxièmes préférences (ou les suivantes) sont réparties entre les candidats restants.

## Campagne

### Partis politiques
| Force politique | Force politique                                           | Idéologie                                                   | Chef                                 | Résultats en 1993                                                     |
| --------------- | --------------------------------------------------------- | ----------------------------------------------------------- | ------------------------------------ | --------------------------------------------------------------------- |
|                 | Parti travailliste australien (en) Australian Labor Party | Centre gauche Travaillisme, social-démocratie, progressisme | Paul Keating Premier ministre        | 44,9 % des voix (H) 80 représentants 43,5 % des voix (S) 17 sénateurs |
|                 | Coalition (en) The Coalition                              | Centre droit Libéralisme, conservatisme, agrarisme          | John Howard Chef de l'Opposition     | 44,3 % des voix (H) 65 représentants 43,1 % des voix (S) 19 sénateurs |
|                 | Parti démocrate australien (en) Australian Democrats      | Centre Social-libéralisme, social-démocratie                | Cheryl Kernot Sénateur du Queensland | 3,8 % des voix (H) 0 représentant 5,3 % des voix (S) 2 sénateurs      |

## Résultats

### À la Chambre des représentants
| Parti                    | Parti                                  | Parti                                  | Parti                                  | Voix       | Voix   | Voix | Sièges  | Sièges        |
| Parti                    | Parti                                  | Parti                                  | Parti                                  | Suffrages  | %      | +/-  | Députés | +/-           |
| ------------------------ | -------------------------------------- | -------------------------------------- | -------------------------------------- | ---------- | ------ | ---- | ------- | ------------- |
|                          | Coalition                              | Coalition                              | Coalition                              | 5 142 161  | 47,25  | 2,98 | 94      | 29            |
|                          | Parti libéral d'Australie (Libs)       | Parti libéral d'Australie (Libs)       | 4 210 689                              | 38,69      | 1,92   | 75   | 26      |               |
|                          | Parti national d'Australie (Nats)      | Parti national d'Australie (Nats)      | 893 170                                | 8,21       | 1,04   | 18   | 2       |               |
|                          | Parti rural libéral (CLP)              | Parti rural libéral (CLP)              | 38 302                                 | 0,35       | 0,02   | 1    | 1       |               |
|                          | Parti travailliste australien (Labor)  | Parti travailliste australien (Labor)  | Parti travailliste australien (Labor)  | 4 217 765  | 38,75  | 6,17 | 49      | 31            |
|                          | Parti démocrate australien (Democrats) | Parti démocrate australien (Democrats) | Parti démocrate australien (Democrats) | 735 848    | 6,76   | 3,01 | 0       | en stagnation |
|                          | Verts australiens (Greens)             | Verts australiens (Greens)             | Verts australiens (Greens)             | 317 654    | 2,92   | 1,09 | 0       | en stagnation |
|                          | Autres                                 | Autres                                 | Autres                                 | 208 004    | 1,91   | 0,18 | 0       | en stagnation |
|                          | Indépendants                           | Indépendants                           | Indépendants                           | 262 420    | 2,41   | 0,73 | 5       | 3             |
| Votes de préférence      |                                        |                                        |                                        |            |        |      |         |               |
|                          | Coalition                              | Coalition                              | Coalition                              | 6 722 277  | 53,63  | 5,07 | 94      | 29            |
|                          | Parti travailliste australien (Labor)  | Parti travailliste australien (Labor)  | Parti travailliste australien (Labor)  | 5 810 546  | 46,37  | 5,07 | 49      | 31            |
|                          |                                        |                                        |                                        |            |        |      |         |               |
| Votes valides            | Votes valides                          | Votes valides                          | Votes valides                          | 10 883 852 | 96,80  |      |         |               |
| Votes blancs et nuls     | Votes blancs et nuls                   | Votes blancs et nuls                   | Votes blancs et nuls                   | 360 165    | 3,20   |      |         |               |
| Total                    | Total                                  | Total                                  | Total                                  | 11 244 017 | 100,00 | N/A  | 148     | 1             |
| Abstentions              | Abstentions                            | Abstentions                            | Abstentions                            | 496 637    | 4,23   |      |         |               |
| Inscrits / participation | Inscrits / participation               | Inscrits / participation               | Inscrits / participation               | 11 740 654 | 95,77  |      |         |               |

### Au Sénat
| Parti                    | Parti                                  | Parti                                  | Parti                                  | Voix       | Voix   | Voix | Sièges        | Sièges        | Sièges |
| Parti                    | Parti                                  | Parti                                  | Parti                                  | Suffrages  | %      | +/-  | Sénateurs     | +/-           | Total  |
| ------------------------ | -------------------------------------- | -------------------------------------- | -------------------------------------- | ---------- | ------ | ---- | ------------- | ------------- | ------ |
|                          | Coalition                              | Coalition                              | Coalition                              | 4 792 682  | 43,97  | 0,92 | 20            | 1             | 37     |
|                          | Candidatures conjointes Libs/Nats      | Candidatures conjointes Libs/Nats      | 2 669 377                              | 24,49      | 0,09   | N/A  | N/A           | N/A           |        |
|                          | Parti libéral d'Australie (Libs)       | Parti libéral d'Australie (Libs)       | 1 770 486                              | 16,24      | 0,65   | 17   | 2             | 31            |        |
|                          | Parti national d'Australie (Nats)      | Parti national d'Australie (Nats)      | 312 769                                | 2,87       | 0,15   | 2    | 1             | 5             |        |
|                          | Parti rural libéral (CLP)              | Parti rural libéral (CLP)              | 40 050                                 | 0,37       | 0,04   | 1    | en stagnation | 1             |        |
|                          | Parti travailliste australien (Labor)  | Parti travailliste australien (Labor)  | Parti travailliste australien (Labor)  | 3 940 150  | 36,15  | 7,35 | 14            | 3             | 29     |
|                          | Parti démocrate australien (Democrats) | Parti démocrate australien (Democrats) | Parti démocrate australien (Democrats) | 1 179 357  | 10,82  | 5,51 | 5             | 3             | 7      |
|                          | Verts australiens (Greens)             | Verts australiens (Greens)             | Verts australiens (Greens)             | 345 513    | 3,17   | 0,22 | 1             | en stagnation | 2      |
|                          | Autres                                 | Autres                                 | Autres                                 | 641 335    | 5,88   | 0,69 | 0             | 1             | 1      |
|                          |                                        |                                        |                                        |            |        |      |               |               |        |
| Votes valides            | Votes valides                          | Votes valides                          | Votes valides                          | 10 899 037 | 96,50  |      |               |               |        |
| Votes blancs et nuls     | Votes blancs et nuls                   | Votes blancs et nuls                   | Votes blancs et nuls                   | 395 452    | 3,50   |      |               |               |        |
| Total                    | Total                                  | Total                                  | Total                                  | 11 294 479 | 100,00 | N/A  | 40            | en stagnation | 76     |
| Abstentions              | Abstentions                            | Abstentions                            | Abstentions                            | 446 175    | 3,80   |      |               |               |        |
| Inscrits / participation | Inscrits / participation               | Inscrits / participation               | Inscrits / participation               | 11 740 654 | 96,20  |      |               |               |        |

## Conséquences
Prenant acte de la déroute de son parti après 13 années au gouvernement, le Premier ministre Paul Keating démissionne de la direction du Labor. Le 11 mars, moins de dix jours après le scrutin, John Howard est assermenté Premier ministre et forme son premier gouvernement : Peter Costello est nommé ministre des Finances et Alexander Downer ministre des Affaires étrangères, tandis que le chef du Parti national Tim Fischer devient vice-Premier ministre. Huit jours plus tard, l'ancien adjoint de Keating Kim Beazley est élu sans opposition chef du Parti travailliste et devient donc chef de l'Opposition.